# Glenn Ford
Glenn Ford, eredeti születési nevén Gwyllyn Samuel Newton Ford (Sainte-Christine-d’Auvergne, Québec, Kanada, 1916. május 1. – Beverly Hills, Kalifornia, USA, 2006. augusztus 30.) kanadai születésű, Golden Globe-díjas amerikai film- és televíziós színész, rádiós műsorvezető.

## Élete

### Származása, pályakezdése
1916-ban született Kanada Québec tartományában.
 Édesanyja Hannah Mitchell-Wood, édesapja Newton Ford vasúti mérnök volt, a Canadian Pacific Railway alkalmazottja. Apja révén távoli rokona volt Sir John A. Macdonaldnak, Kanada első miniszterelnökének és Martin Van Buren korábbi amerikai elnöknek. 1922-ben, hatéves korában a család Kaliforniába költözött, apja a Venice Electric Tram Company mozdonyvezetője lett, 1940-es haláláig.
Gwyllyn a Santa Monica-i középiskolába járt, aktívan dolgozott az iskola színjátszókörében, más jövendő színészekkel, így James Griffith-szel együtt. Végzés után kis színházaknál kezdett dolgozni. Apja nem ellenezte, hogy színésszé váljon, de azt ajánlotta neki, hogy tanuljon ki kétkezi mesterséget, autószerelést, házépítést, hogy soha ne maradjon kenyér nélkül. Glenn Ford megfogadta apja tanácsát, és később, világhírű, gazdagon élő sztárként, hollywoodi házában is gyakran látták, hogy maga javítja a vízcsöveket, szereli a villanyt és a klímát. 1939. november 10-én Gwyllyn Ford megkapta az amerikai állampolgárságot.
1939-ben a Fox Filmnél (a mai 20th Century Studios-nál) kezdett dolgozni, majd a Columbia Picturesnél. Kezdetben B-filmekben, főleg westernekben és más kalandfilmekben szerepelt, ifjú, szívtipró vagány szerepekben.

### A második világháborúban
A USA háborúba lépésekor, 1942 elején először önkéntesnek jelentkezett, hogy országszerte háborús kölcsönjegyzésre buzdítsa a polgárokat. 1942 decemberében a haditengerészethez jelentkezett. Besorozták, bár özvegy anyjának egyetlen anyagi támogatójaként mentesség illette volna meg. A stúdió kérésére Ford bevonulását elhalasztották, hogy befejezhesse A banditák c. film forgatását. 1943 márciusában aktív szolgálatra vezényelték a San Diegó-i Parti Őrséghez. A szintén itt szolgáló sztár, Tyrone Power meghívta közreműködőnek a katonai stúdió rendszeres műsorába. Közben Ford szerepelt a Guadalcanal Diary c. háborús filmben, később panaszkodott, hogy az egész háború során csak itt vett részt „csatában”. A kiképzés lezárásakor őrmesteri rangot kapott.

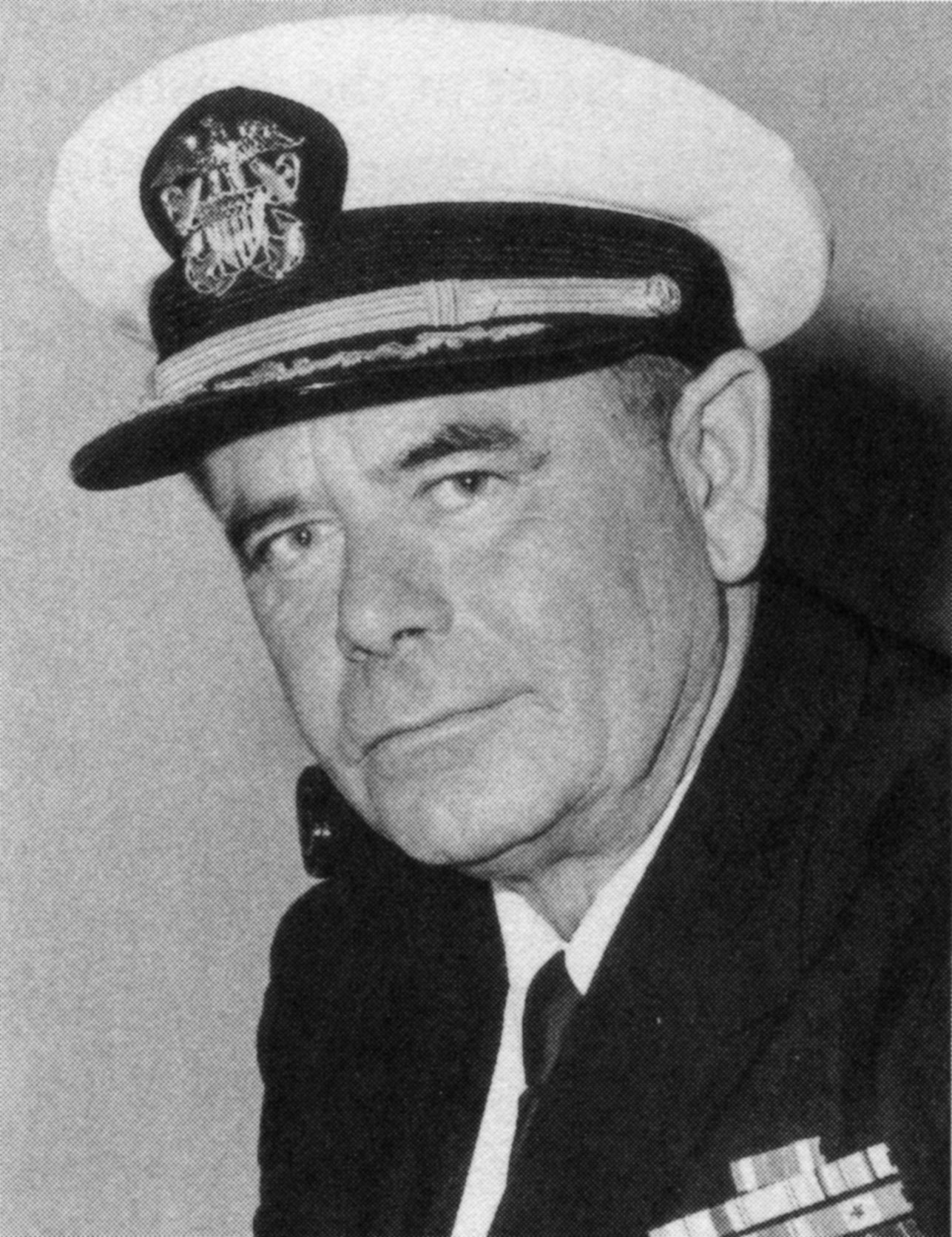
A haditengerészet egyenruhájában (1970 k.)

1943 októberében megnősült, elvette Eleanor Powell táncosnő-színésznőt, az ünnepelt sztárt. Légifelvétel-kiértékelő kiképzést kapott a virginiai Quanticóban, majd 1944 februárjában visszahelyezték San Diegóba, ahol a bázis rádióstúdiójában dolgozott, műsorvezetőként. Gyomorfekély miatt kórházba került, és 1944 decemberében orvosi indoklással hazabocsátották. Bár nem vett részt harci cselekményben, több frontharcos-kitüntetést is kapott a tengerészgyalogságtól. 1945 februárjában megszületett fia, Peter. Glenn Fordot ekkor leszerelték, de megmaradt a tengerészgyalogság önkéntes tartalékállományában. Időnként berendelték aktív szolgálattételre, haditudósító egységekkel többször járt a Mekong deltavidék demilitarizált övezetében, egészen 1974-ig, a vietnámi háború utolsó szakaszáig. Századosi rangban szerelt le végleg.

### Színészi pályája a háború után

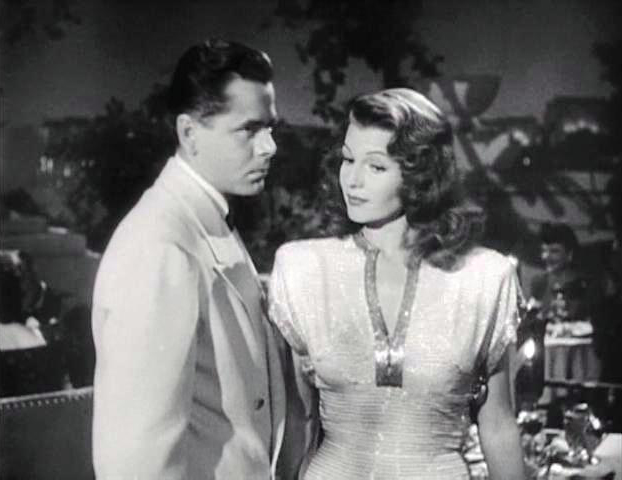
Rita Hayworth-tal a Gildában (1946)

Hazatérése után első szerepét Bette Davis segítségével kapta meg az Ellopott élet c. filmben. Azután megkapta Johnny Farrell szerepét a Charles Vidor által rendezett Gilda c. romantikus filmdrámában, Rita Hayworth partnereként. Óriási kasszasikeer lett, Ford is megindult a világhír felé. A forgatás során viszonyba keveredett Hayworth-tal, ami négy évtizeden át újra és újra fellángolt. Ford számára westernfilmes és film noir-szerepek sorozata következett, többek között Delmer Daves és Fritz Lang rendezőkkel.
1971–1972-ben címszerepet játszott a Cade’s County westernfilm-sorozatban. A dzsippel közlekedő Sam Cade seriff szerepe újabb világsikert hozott, Európában is népszerűvé tette. 1978-ban Richard Donner rendező Superman c. kalandfilmjében Jonathan Kentet alakította, a Superman (Christopher Reeve) nevelőapját. 1981-ben Melissa Sue Anderson partnereként szerepelt J. Lee Thompson Boldog születésnapom! című véres horrorfilmjében.
1980-ban személyesen megjelent Deauville-ban, az amerikai filmek fesztiválján, ahol zajosan ünnepelték és méltatták addigi színművészi életművét.

### Magánélete

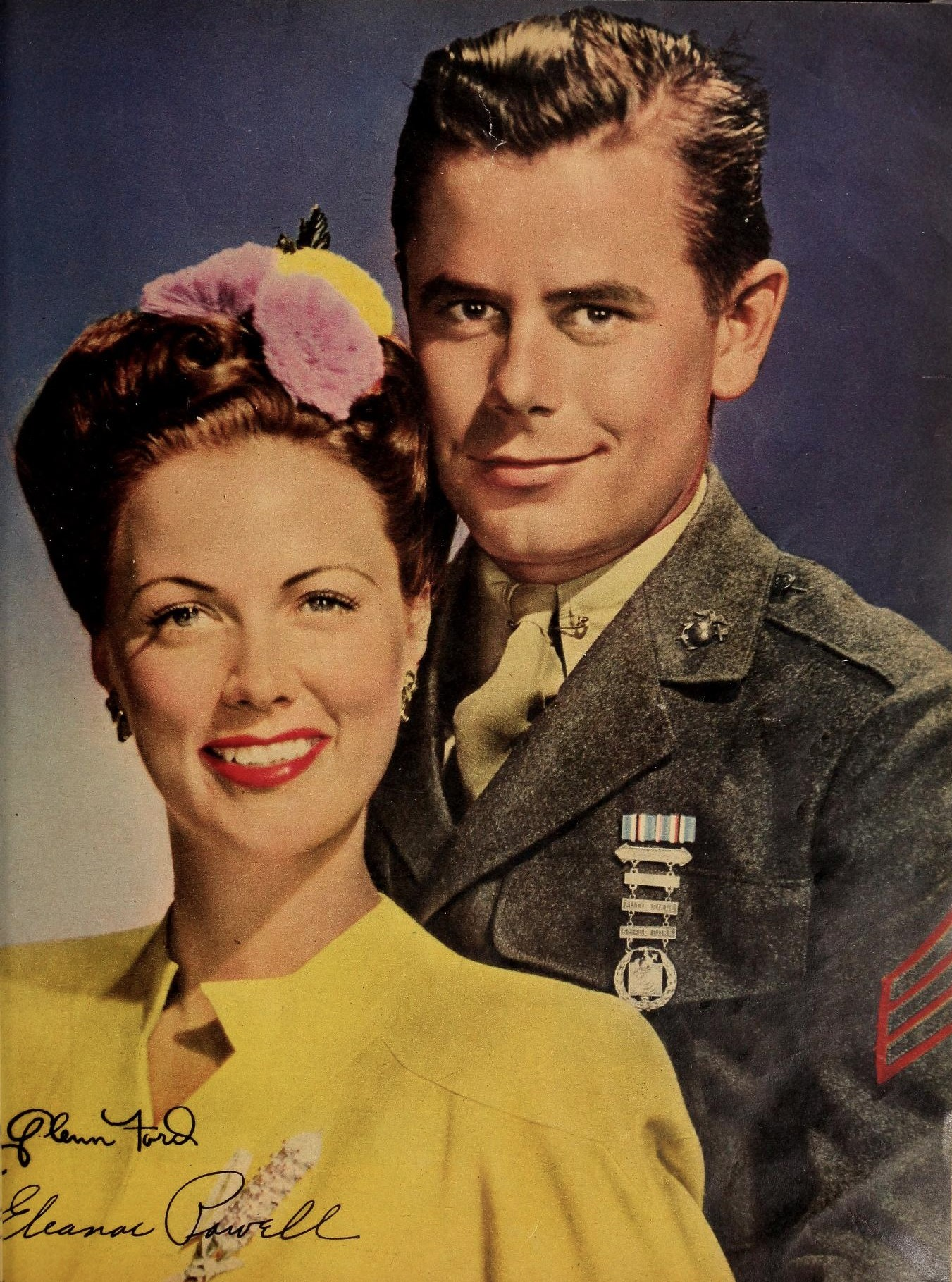
Első feleségével, Eleanor Powellel (1943)

Ford nagy szoknyabolond („womanizer”) volt. Házasságai és élettársi kapcsolatai sorra felbomlottak, gyakran perben, haragban, konfliktusok kíséretében. Korábbi feleségeivel és élettársaival nem ápolt jó kapcsolatot. A korszak számos hírneves színésznőjével folytatott hosszabb-rövidebb viszonyt, így Rita Hayworth-tal, Maria Schellel, Geraldine Brooks-szal, Stella Stevens-szel, Gloria Grahame-mel, Gene Tierney-vel, Eva Gabor-ral, Barbara Stanwyckkel és sok mással. Az 1940-es évek elején rövid, de viharos szerelmi viszonya volt Joan Crawforddal, 1962 elején egyéjszakás kalandot bonyolított Marilyn Monroe-val.
Első házasságát 1943. október 23-án kötötte az akkor már befutott, hírneves Eleanor Powell (1912–1982) amerikai táncosnő-színésznővel, akitől egy fia született, Peter Ford (*1945), Glenn Ford egyetlen gyermeke. Ő később színészi pályára lépett. A szülők 1959 novemberében elváltak.
Az 1960-as évek közepén kapcsolata volt Christiane Schmidtmerrel, Linda Christiannal, és Vikki Dougannel, élete más szakaszaiban viszonya volt Judy Garlanddal, Connie Stevensszel, Suzanne Pleshette-tel, Rhonda Fleminggel, Roberta Collinsszal, Susie Lunddal, Terry Moore-ral, Angie Dickinsonnal, Debbie Reynoldsszal, Jill St. John-nal, Brigitte Bardot-val és Loretta Young-gal is. Hosszú ideig együtt élt Hope Lange-al. Apjáról írott könyvében Peter Ford azt írja, Glenn Fordnak 146 színésznővel tartott fenn hosszabb-rövidebb szexuális kapcsolatot, valamennyiükről feljegyzéseket írt saját személyes naplójába.

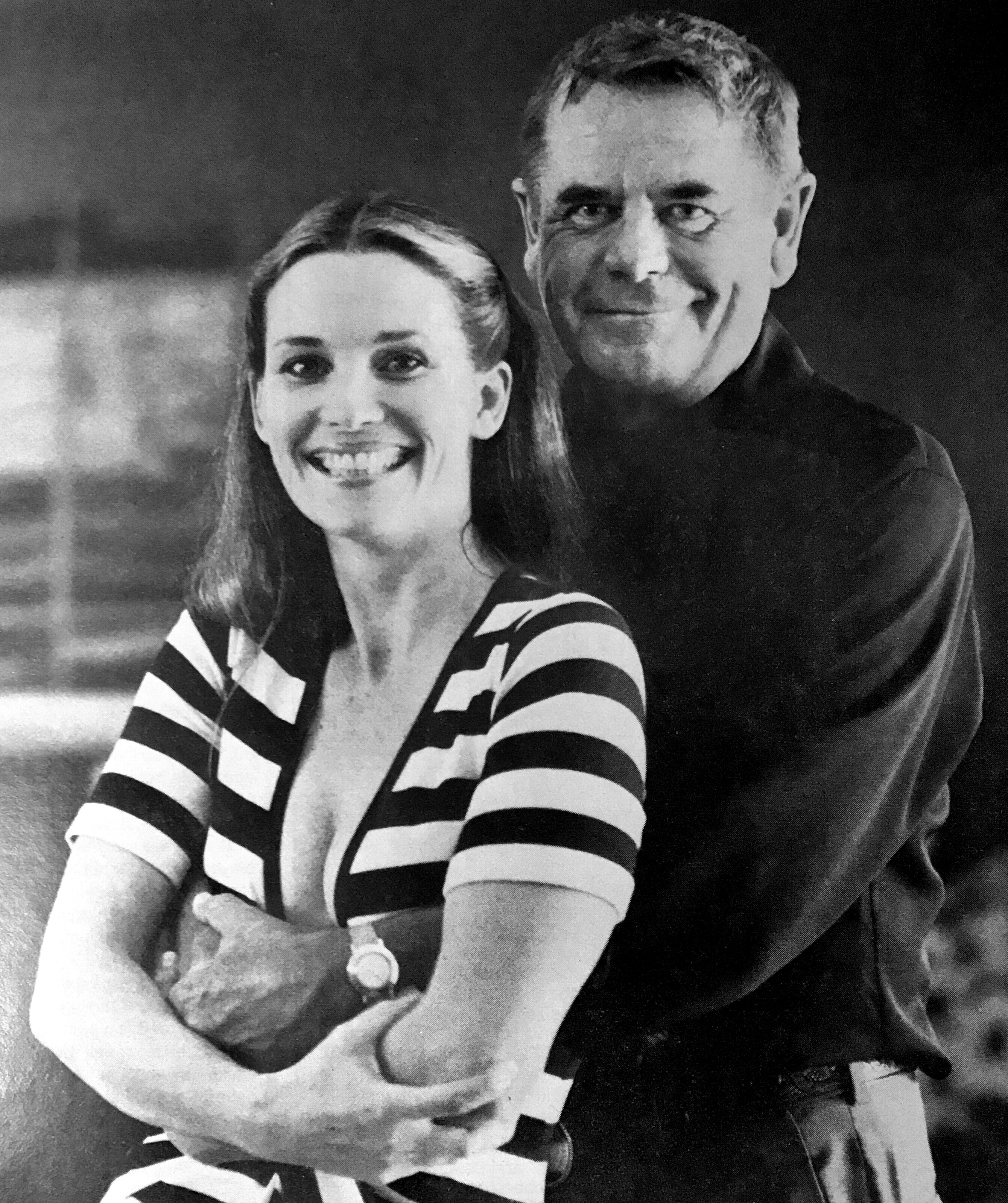
Harmadik feleségével, Cynthia Haywarddal (1977)

Közben többször újranősült. Második felesége Kathryn Hays (*1933) színésznő volt, akivel 1966 márciusában házasodott össze, 1969 júniusában el is váltak. 
Harmadik felesége, Cynthia Hayward (*1948) 1977 szeptemberében ment hozzá, és 1984 szeptemberében váltak el. Negyedik feleségével, Jeanne Baus-szal 1993-ban házasodott össze és már 1994-ben el is váltak.
Peter Ford könyve hangsúlyosan ír Glenn Ford és Rita Hayworth évtizedeken át tartó, hullámzó viszonyáról, amely 1945-ben, a Gilda film forgatásakor kezdődött. A heves szerelmi kapcsolat 1948-ban, a The Loves of Carmen film forgatásán kulminált, amikor Hayworth teherbe esett Fordtól, és Franciaországba kellett utaznia abortuszra. 1960-ban Ford Beverly Hills-ben Rita Hayworth közelébe költözött, viszonyukat felújították, kapcsolatuk az 1980-as évek elejéig megmaradt.

Glennek szexuális viszonya volt Liz Renay (1926–2007) sztriptíz-táncosnővel és erotikus színésznővel is, aki 1991-ben kiadott könyvében elismerő szavakkal emlékezett Glenn férfiúi teljesítményére.

### Elhunyta
1991-ben, 75 éves korában Ford visszavonult az aktív színészi munkától, egészségének megrendülése miatt. A következő években több kisebb agyvérzést szenvedett. 2006. augusztus 30-án, Beverly Hills-i otthonában elhunyt.

## Főbb filmszerepei
- 1939: Heaven with a Barbed Wire Fence; Joe Riley
- 1941: Hajnalodik (So Ends Our Night); Ludwig Kern
- 1941: The Adventures of Martin Eden; Martin Eden
- 1943: A banditák (The Desperadoes); Cheyenne Rogers
- 1946: Gilda (Gilda); Johnny Farrell
- 1946: Ellopott élet (A Stolen Life); Bill Emerson
- 1948: The Loves of Carmen; Don José
- 1948: A coloradói férfi (The Man from Colorado); Owen Devereaux
- 1952: A zöld kesztyű (The Green Glove); Michael „Mike” Blake
- 1953: Időzített bomba (Time Bomb); Peter Lyncort
- 1953: Búcsúlevél (The Big Heat); Dave Bannion
- 1954: Emberi vágy (Human Desire); Jeff Warren
- 1955: Az erőszakos férfiak (The Violent Men); John Parrish
- 1955: Tábladzsungel (Blackboard Jungle); Richard Dadier
- 1955: Félbeszakított dallam (Interrupted Melody); Dr. Thomas King
- 1955: A tárgyalás (Trial); David Blake
- 1956: Váltságdíj (Ransom!); David G. Stannard
- 1956: A leggyorsabb fegyveres (The Fastest Gun Alive); George Temple / George Kelby
- 1956: Teaház az Augusztusi Holdhoz (The Teahouse of the August Moon); Fisby kapitány
- 1957: Ben Wade és a farmer (3:10 to Yuma); Ben Wade
- 1958: Mondvacsinált cowboy (Cowboy); Tom Reese
- 1958: A birkaember (The Sheepman); Jason Sweet
- 1958: Torpedófutam (Torpedo Run); Barney Doyle parancsnokhelyettes
- 1959: Egy csókkal kezdődött (It Started with a Kiss); Joe Fitzpatrick őrmester
- 1959: A kilátó (The Gazebo); Elliott Nash
- 1961: Egy maroknyi csoda (Pocketful of Miracles); Dave Dude
- 1962: Az apokalipszis négy lovasa (The Four Horsemen of the Apocalypse); Julio Desnoyers
- 1962: Terror-kísérlet (Experiment in Terror); John Ripley
- 1963: Eddie apja udvarol (The Courtship of Eddie’s Father); Tom Corbett
- 1965: Útban van a baj (The Rounders); Ben Jones
- 1965: Párizs ég? (Paris brûle-t-il?); Omar Bradley altábornagy
- 1971–1972: Cade’s County, tévésorozat; Sam Cade
- 1974: Az eltűnt járat rejtélye (The Disappearance of Flight 412); Pete Moore ezredes
- 1976: A Midway-i csata (Midway); Raymond Spruance ellentengernagy
- 1978: Superman; Jonathan Kent
- 1979: Kozmikus látogatók (Stridulum); Jake Durham nyomozó
- 1981: Boldog születésnapom! (Happy Birthday to Me); Dr. David Faraday
- 1991: Csupasz ideg (Raw Nerve); Gavin százados
- 1991: Ítélethozatal előtt (Final Verdict), tévéfilm; Rogers tiszteletes

## Elismerései
- 1957, 1958, 1962: Golden Globe-jelölés
- 1958: Golden Laurel-díj, a legjobb vígjátéki szereplőnek, a „Don’t Go Near the Water” filmbeli szerepéért
- 1962: a legjobb színésznek járó Golden Globe-díjat nyerte, Frank Capra rendező Egy maroknyi csoda (Pocketful of Miracles) című filmjében nyújtott alakításáért.
- Nevével megjelölt csillagot kapott Hollywoodban, a Walk of Fame mentén (6933 Hollywood Boulevard)

## További információ
- Hivatalos oldal
- Glenn Ford a PORT.hu-n (magyarul)
- Glenn Ford az Internetes Szinkronadatbázisban (magyarul)
- Glenn Ford az Internet Movie Database-ben (angolul)
- Glenn Ford a Rotten Tomatoeson (angolul)
- Glenn Ford az AlloCiné weboldalán (franciául)
- Glenn Ford Profile. famousfix.com. (Hozzáférés: 2023. január 19.)
- Glenn Ford Timeline featuring movies and other highlights. bing.com. (Hozzáférés: 2023. január 19.)